# Rione Pelleria
Il rione Pelleria è uno dei rioni più antichi della città di Lucca.
Con questo nome si indica la strada che va da via Galli Tassi al piazzale Verdi, ma i Lucchesi dicono ancora, come in antico, in Pelleria per designare la zona che ha al suo centro la chiesa di S. Tommaso e che è delimitata dall'ultimo tratto della via Galli Tassi, dalla via San Tommaso e dalla via delle Conce.

## Storia
L'origine del toponimo è evidente. Va tuttavia precisato che intorno al secolo XII questa contrada aveva un nome diverso, seppure riferito ad un'attività affine, ed era detta Cojaria o, meglio, secondo la grafia locale, Quojaria. Pellaria o Pelleria era invece la zona intorno a S. Andrea, il che porta a dedurre che, allora, le due attività erano distinte, riferendosi la prima alla lavorazione del cuoio (scudi, corazze, tavolacci) e la seconda alla lavorazione delle pelliccerie. Erano, comunque, l'una e l'altra, attività che richiedevano una disponibilità di acqua e, nel contempo, lavorazioni la cui presenza non poteva sfuggire nemmeno agli olfatti meno sensibili; v'era, dunque, un motivo di ordine igienico per cui dovessero interessare la pubblica autorità, motivo con il quale andava di pari passo quello fiscale, poiché la lavorazione del cuoio e delle pelli traeva la materia prima dalla macellazione, che era soggetta a tassazione. Di qui una precisa disciplina intesa a tutelare l'una e l'altra esigenza.
La copertura, o la deviazione, del canale che correva lungo la via S. Andrea costrinse i pellai che là esercitavano il loro mestiere a cercare una diversa sistemazione e dovettero spargersi un po' dovunque fosse l'elemento indispensabile alla lavorazione, e cioè l'acqua, se con lo Statuto del 1308, allo scopo di far cessare il puzzo (Ut putredo cesset), si sentì il bisogno di proibire che le pelli conciate (corta) fossero stese sulle strade, sotto pena di gravi sanzioni, facendosi eccezione per la sola piazza San Pietro Somaldi, dove ciò era consentito, ma non tutti i giorni. Peraltro l'eccezione durò poco poiché il 9 novembre 1352 si dispose che anche la piazza San Pietro Somaldi fosse sgomberata da questi incomodi ospiti. E così i pellai ed i cuoiai si concentrarono nella contrada di San Tommaso in Pelleria, ove rimasero finché questa lavorazione restò in essere, ovvero fin verso la fine del secolo XVIII.